# Chi Tầm vông
Chi Tầm vông, tên khoa học Thyrsostachys, là một chi thực vật có hoa trong họ Hòa thảo (Poaceae).

## Loài
Hiện tại ghi nhận được 2 loài trong chi:

1. Thyrsostachys oliveri Gamble - edible-seeded bamboo - Vân Nam, Myanmar, Lào, Thái Lan; naturalised in Assam + Bangladesh
2. Thyrsostachys siamensis Gamble - monastery bamboo, Thai bamboo, umbrella bamboo, Thai umbrella bamboo, umbrella-handle bamboo - Vân Nam, Myanmar, Lào, Thái Lan, Việt Nam; naturalised in Sri Lanka, Bangladesh, Malaysia bán đảo